# ピアノ小協奏曲 (ウェーバー)
ピアノと管弦楽のための小協奏曲（コンツェルトシュテュック）ヘ短調 作品79 J.282は、カール・マリア・フォン・ウェーバーが作曲したピアノ協奏曲。彼のピアノとオーケストラのための協奏曲（全3曲）の中では最も有名で演奏頻度も高い。

## 概要
ウェーバーは1815年にこの曲の作曲に取りかかり、1821年6月18日、オペラ『魔弾の射手』の初演当日の朝に完成させた。初演はそれから1週間後の6月25日、ベルリンでの彼の告別演奏会において行われた。
元来、この「小協奏曲」は「ピアノ協奏曲第3番」として構想された。しかしウェーバーは、これを4つの部分に分かれた一続きの楽曲とし、明快な筋書きを持たせた。そしてこれを「協奏曲」ではなく「コンツェルトシュテュック（Konzertstück）」とした。演奏には華やかな技巧が要求される。

## 演奏時間
約16分

## 楽器編成
ピアノ独奏、フルート2、オーボエ2、クラリネット2、ファゴット2、ホルン2、トランペット2、トロンボーン1、ティンパニ、弦五部

## 楽曲構成
『魔弾の射手』初演当日の朝、ウェーバーはこの曲を妻のカロリーネと弟子のベネディクトに弾いて聞かせ、以下のような筋書きを語った。
ラルゲット・アッフェトゥオーソ ヘ短調
ある婦人が遠くを見つめながら、一人バルコニーに腰掛けている。彼女の愛する騎士は十字軍としてパレスチナへ遠征しているのである。既に戦争が始まって数年の月日が経った。彼は生きているのだろうか。彼女は彼に再会できるのだろうか。
アレグロ・アッパッショナート ヘ短調
彼女の脳裏には、傷ついた彼が戦地に横たわり、取り残されている情景が浮かんでくる。彼の元へと飛んでいき、彼と命を共にできたなら。彼女は不安に押しつぶされ、倒れこむ。そこへ遠くからトランペットの音色がこだまする。森の中、陽の光に輝くなにかが少しずつ近づいてくる。
テンポ・ディ・マルチャ ハ長調
十字軍の甲冑を身にまとい、旗をはためかせた騎士たちとその従者たちに、群集が称賛の声を上げている。そしてその中にいるのは彼女の夫である。彼女は彼の胸に飛び込んだ。
プレスト・ジョコーソ ヘ長調
終わることのない幸せ。木々と波が愛の歌を歌い、あまたの声が愛の勝利を宣言する。

## その他
女が騎士のことを想いこがれ、離別と喜びの再会を果たすという主題は、ベートーヴェンが1810年にピアノソナタ第26番『告別』で模索したものである。
12歳のメンデルスゾーンはこの曲の初演をほぼ確実に聴きにきており、のちに演奏会用レパートリーの一つとした。メンデルスゾーンが初めてこの曲を演奏したのは1827年2月20日、18歳で開いた最初の公開演奏会であり、この時には『夏の夜の夢』序曲も初演されている。
この曲で用いられるピアノ技巧で特徴的なのは、3度にわたるオクターブのグリッサンドである。1度目は第3の部分に、残りの2回はフィナーレに登場する。
リストはこの協奏曲の単一楽章制のアイデアを、自身の『ピアノ協奏曲第2番』で採用した。また、リストは「小協奏曲」のピアノパート改訂版（S.367a）とピアノ独奏版（S.576a）を作成している。